# Cousinia acanthodendron
Cousinia acanthodendron là một loài thực vật có hoa trong họ Cúc. Loài này được Rech.f. & Podlech mô tả khoa học đầu tiên năm 1983.